# Qualcosa da dichiarare
Qualcosa da dichiarare è il secondo album in studio del 1999 di Alessandro Haber.

## Tracce
1. Insieme a te non ci sto più – 3:34
2. Qualcosa da dichiarare – 4:27
3. Appoggiato al bar – 4:26
4. Il povero amante – 4:35
5. Il bambino che c'è in me – 4:43
6. Nel breve spazio in cui non c'è – 4:45
7. Quando sarai grande – 4:47
8. La valigia dell'attore – 4:17
9. Prendi quella porta e vai! – 4:20
10. Uno di noi tre – 4:07

- (1) testo di Vito Pallavicini; musica di Michele Virano e Paolo Conte
- (2) e (8) testo e musica di Francesco De Gregori
- (3) testo e musica di Paolo Belli
- (7) testo di Rudy Marra, musica di Rudy Marra e Paolo Belli
- (4) testo e musica di Guido Locasciulli
- (5) testo e musica di Enrico Ruggeri
- (6) testo italiano di Sergio Secondiano Sacchi; testo originale e musica di Pablo Milanés
- (9) testo e musica di Francesco Baccini
- (10) testo e musica di Giovanni Ullu

## Formazione
- Alessandro Haber - voce
- Lou Cash - chitarra acustica, slide guitar
- Mimmo Locasciulli - pianoforte, organo Hammond, fisarmonica, tastiera, basso, chitarra elettrica
- Paolo Giovenchi - chitarra ritmica
- Alessandro Svampa - batteria
- Marco Lamarra - percussioni
- Greg Cohen - contrabbasso
- Rex Canova - corno
- Paola Ferraiorni, Douglas Meakin - cori